# Evert Cavalli
Evert Cavalli, född den 13 november 1896 i Malmö, död den 13 december 1973 i Urshults församling, var en svensk militär. Han var son till Gustaf Cavalli.
Cavalli blev fänrik vid Kronobergs regemente 1917, löjtnant där 1920 och kapten där 1932. Han var aspirant i generalstaben 1927–1930, kadettofficer 1931–1936 och lärare vid Krigsskolan 1936–1941. Cavalli befordrades till major 1939, vid Norrbottens regemente 1941, och till överstelöjtnant 1942. Han var befälhavare i Kiruna försvarsområde 1942–1944. Cavalli återgick till Kronobergs regemente 1944. Han var överste på reservstat 1946–1957. Cavalli blev riddare av Svärdsorden 1938 och av Vasaorden 1941.